# Prêmio Goya de melhor atriz coadjuvante
O Prêmio Goya para Melhor Atriz Coadjuvante (no original em espanhol Premio Goya a la mejor interpretación femenina de reparto) é um dos Prêmios Goya, outorgados anualmente pela Academia das Artes e Ciências Cinematográficas da Espanha.
É entregue desde a primeira edição, realizada em 1987, sendo Verónica Forqué a primeira atriz a recebê-lo. As atrizes que mais receberam prêmios nesta categoria foram Verónica Forqué, María Barranco, Rosa María Sardà e Candela Peña, que contam cada uma com duas premiações.

## Vencedoras e indicadas

### Década de 1980
| Ano  | Vencedora e indicadas | Filme                                    | Personagem    |
| ---- | --------------------- | ---------------------------------------- | ------------- |
| 1987 | Verónica Forqué       | El año de las luces                      | Irene         |
| 1987 | Chus Lampreave        | El año de las luces                      | Doña Tránsito |
| 1987 | María Luisa Ponte     | El hermano bastardo de Dios              | Alejandra     |
| 1988 | Verónica Forqué       | Moros y cristianos                       | Monique       |
| 1988 | Marisa Paredes        | Cara de acelga                           | Olga          |
| 1988 | Terele Pávez          | Laura, del cielo llega la noche          | Teresa        |
| 1989 | María Barranco        | Mujeres al borde de un ataque de nervios | Candela       |
| 1989 | Laura Cepeda          | Baton Rouge                              | Policial      |
| 1989 | Chus Lampreave        | Espérame en el cielo                     | Emilia        |
| 1989 | Terele Pávez          | Diario de invierno                       | Mãe           |
| 1989 | Julieta Serrano       | Mujeres al borde de un ataque de nervios | Lucía         |

### Década de 1990
| Ano  | Vencedora e indicadas | Filme                                              | Personagem         |
| ---- | --------------------- | -------------------------------------------------- | ------------------ |
| 1990 | María Asquerino       | El mar y el tiempo                                 | Marcela            |
| 1990 | María Barranco        | Las cosas del querer                               | Nena Colman        |
| 1990 | Chus Lampreave        | Bajarse al moro                                    | Dona Antonia       |
| 1990 | Amparo Rivelles       | Esquilache                                         | Isabel de Farnesio |
| 1990 | Concha Velasco        | Esquilache                                         | Pastora Patermo    |
| 1991 | María Barranco        | Las edades de Lulú                                 | Ely                |
| 1991 | Rosario Flores        | Contra el viento                                   | Rosario            |
| 1991 | Loles León            | Ata-me!                                            | Lola               |
| 1992 | Kiti Mánver           | Todo por la pasta                                  | Verónica           |
| 1992 | María Barranco        | El rey pasmado                                     | Lucrecia           |
| 1992 | Cristina Marcos       | Tacones lejanos                                    | Paula              |
| 1993 | Chus Lampreave        | Belle Époque                                       | Dona Asun          |
| 1993 | Mary Carmen Ramírez   | Belle Époque                                       | Amalia             |
| 1993 | Pastora Vega          | Demasiado corazón                                  | Charo              |
| 1994 | Rosa María Sardà      | ¿Por qué lo llaman amor cuando quieren decir sexo? | Sole               |
| 1994 | Rossy de Palma        | Kika                                               | Juana              |
| 1994 | María Barranco        | La ardilla roja                                    | Carmen             |
| 1995 | María Luisa Ponte     | Canción de cuna                                    | Madre Tornera      |
| 1995 | Candela Peña          | Días contados                                      | Vanesa             |
| 1995 | Sílvia Munt           | La pasión turca                                    | Laura              |
| 1996 | Pilar Bardem          | Nadie hablará de nosotras cuando hayamos muerto    | Dona Julia         |
| 1996 | Chus Lampreave        | La flor de mi secreto                              | Jacinta            |
| 1996 | Rossy de Palma        | La flor de mi secreto                              | Rosa               |
| 1997 | Mary Carrillo         | Más allá del jardín                                | Ama                |
| 1997 | Loles León            | Libertarias                                        | Charo              |
| 1997 | Maribel Verdú         | La Celestina                                       | Areusa             |
| 1998 | Charo López           | Secretos del corazón                               | María              |
| 1998 | Ángela Molina         | Carne trémula                                      | Clara              |
| 1998 | Vicky Peña            | Secretos del corazón                               | Rosa               |
| 1999 | Adriana Ozores        | La hora de los valientes                           | Flora              |
| 1999 | Loles León            | La niña de tus ojos                                | Trini Morenos      |
| 1999 | Alicia Sánchez        | Barrio                                             | Carmen             |
| 1999 | Rosa María Sardà      | La niña de tus ojos                                | Rosa Rosales       |

### Década de 2000
| Ano  | Vencedora e indicadas | Filme                                     | Personagem           |
| ---- | --------------------- | ----------------------------------------- | -------------------- |
| 2000 | María Galiana         | Solas                                     | Mãe                  |
| 2000 | Adriana Ozores        | Cuando vuelvas a mi lado                  | Ana                  |
| 2000 | Julieta Serrano       | Cuando vuelvas a mi lado                  | Tía Rafaela          |
| 2000 | Candela Peña          | Todo sobre mi madre                       | Nina                 |
| 2001 | Julia Gutiérrez Caba  | You're the One (una historia de entonces) | Tía Gala             |
| 2001 | Ana Fernández         | You're the One (una historia de entonces) | Pilara               |
| 2001 | Chusa Barbero         | Besos para todos                          | Marian               |
| 2001 | Terele Pávez          | La comunidad                              | Ramona               |
| 2002 | Rosa María Sardà      | Sin vergüenza                             | Ronda                |
| 2002 | Rosana Pastor         | Juana la Loca                             | Elvira               |
| 2002 | Elena Anaya           | Lucía y el sexo                           | Belén                |
| 2002 | Najwa Nimri           | Lucía y el sexo                           | Elena                |
| 2003 | Geraldine Chaplin     | En la ciudad sin límites                  | Marie                |
| 2003 | María Esteve          | El otro lado de la cama                   | Pilar                |
| 2003 | Tina Sáinz            | Historia de un beso                       | Melchora             |
| 2003 | Mar Regueras          | Rencor                                    | Natalia              |
| 2004 | Candela Peña          | Te doy mis ojos                           | Ana                  |
| 2004 | María Botto           | Soldados de Salamina                      | Conchi               |
| 2004 | Mónica López          | En la ciudad                              | Irene                |
| 2004 | María Pujalte         | El lápiz del carpintero                   | Beatriz              |
| 2005 | Mabel Rivera          | Mar adentro                               | Manuela              |
| 2005 | Silvia Abascal        | El Lobo                                   | Begoña               |
| 2005 | Victoria Abril        | El séptimo día                            | Luciana              |
| 2005 | Mercedes Sampietro    | Inconscientes                             | Sra. Mingarro        |
| 2006 | Elvira Mínguez        | Tapas                                     | Raquel Merino        |
| 2006 | Marta Etura           | Para que no me olvides                    | Clara                |
| 2006 | Pilar López de Ayala  | Obaba                                     | La maestra           |
| 2006 | Verónica Sánchez      | Camarón                                   | La Chispa            |
| 2007 | Carmen Maura          | Volver                                    | Irene                |
| 2007 | Lola Dueñas           | Volver                                    | Sole                 |
| 2007 | Blanca Portillo       | Volver                                    | Agustina             |
| 2007 | Ariadna Gil           | Alatriste                                 | María de Castro      |
| 2008 | Amparo Baró           | Siete mesas de billar francés             | Emilia               |
| 2008 | Geraldine Chaplin     | O Orfanato                                | Aurora               |
| 2008 | María Vázquez         | Mataharis                                 | Inés                 |
| 2008 | Nuria González        | Mataharis                                 | Carmen               |
| 2009 | Penélope Cruz         | Vicky Cristina Barcelona                  | Maria Elena          |
| 2009 | Elvira Mínguez        | Cobardes                                  | Merche               |
| 2009 | Rosana Pastor         | La Conjura de El Escorial                 | Dona Juana de Coello |
| 2009 | Tina Sáinz            | Sangre de mayo                            | Dona Restituta       |

### Década de 2010
| Ano  | Vencedora e indicadas | Filme                             | Personagem        |
| ---- | --------------------- | --------------------------------- | ----------------- |
| 2010 | Marta Etura           | Cela 211                          | Elena Vázquez     |
| 2010 | Pilar Castro          | Gordos                            | Pilar             |
| 2010 | Vicky Peña            | El cónsul de Sodoma               | Dona Luisa        |
| 2010 | Verónica Sánchez      | Gordos                            | Paula             |
| 2011 | Laia Marull           | Pa negre                          | Pauleta           |
| 2011 | Terele Pávez          | Balada triste de trompeta         | Dolores           |
| 2011 | Ana Wagener           | Biutiful                          | Bea               |
| 2011 | Pilar López de Ayala  | Lope                              | Elena             |
| 2012 | Ana Wagener           | La voz dormida                    | Mercedes          |
| 2012 | Maribel Verdú         | De tu ventana a la mía            | Inés              |
| 2012 | Goya Toledo           | Maktub                            | Mari Luz          |
| 2012 | Pilar López de Ayala  | Intruders                         | Luisa             |
| 2013 | Candela Peña          | Una pistola en cada mano          | Mamen             |
| 2013 | Chus Lampreave        | El artista y la modelo            | María             |
| 2013 | María León            | Carmina o revienta                | María             |
| 2013 | Ángela Molina         | Blancanieves                      | Dona Concha       |
| 2014 | Terele Pávez          | Las brujas de Zugarramurdi        | Maritxu           |
| 2014 | Susi Sánchez          | 10.000 noches en ninguna parte    | Mãe               |
| 2014 | Maribel Verdú         | 15 años y un día                  | Margo             |
| 2014 | Nathalie Poza         | Todas las mujeres                 | Andrea            |
| 2015 | Carmen Machi          | Ocho apellidos vascos             | Merche            |
| 2015 | Bárbara Lennie        | El Niño                           | Eva               |
| 2015 | Mercedes León         | La isla mínima                    | señora casa coto  |
| 2015 | Goya Toledo           | Marsella                          | Virginia          |
| 2016 | Luisa Gavasa          | La Novia                          | A Mãe             |
| 2016 | Elvira Mínguez        | El desconocido                    | Belén             |
| 2016 | Marian Álvarez        | Felices 140                       | Cati              |
| 2016 | Nora Navas            | Felices 140                       | Martina           |
| 2017 | Emma Suárez           | La próxima piel                   | Ana               |
| 2017 | Candela Peña          | Kiki, el amor se hace             | Mª Candelaria     |
| 2017 | Terele Pávez          | La puerta abierta                 | Antonia           |
| 2017 | Sigourney Weaver      | Sete Minutos Depois da Meia-Noite | Grandma           |
| 2018 | Adelfa Calvo          | El autor                          | Lola              |
| 2018 | Belén Cuesta          | La llamada                        | Milagros          |
| 2018 | Anna Castillo         | La llamada                        | Susana            |
| 2018 | Lola Dueñas           | No sé decir adiós                 | Blanca            |
| 2019 | Carolina Yuste        | Carmen y Lola                     | Paqui             |
| 2019 | Anna Castillo         | Viaje al cuarto de una madre      | Leonor Hernández  |
| 2019 | Natalia de Molina     | Quién te cantará                  | Marta Cassen      |
| 2019 | Ana Wagener           | El reino                          | Asunción Ceballos |

### Década de 2020
| Ano  | Vencedora e indicadas | Filme                   | Personagem           |
| ---- | --------------------- | ----------------------- | -------------------- |
| 2020 | Julieta Serrano       | Dor e Glória            | Jacinta Mallo        |
| 2020 | Mona Martínez         | Adiós                   | María Santos         |
| 2020 | Natalia de Molina     | Adiós                   | Trinidad             |
| 2020 | Nathalie Poza         | Mientras dure la guerra | Ana Carrasco Robledo |